# Per Bjørang
Per Bjørang, född 31 januari 1948 i Lillehammer, Oppland fylke, är en norsk skridskoåkare, Lillehammer Skøyteklubb och Oslo Idrettslag.  

## Personliga rekord
38,06 - 1.17,17 - 2.03,29 - 4.49,5 - 8.53,1